# 금석하석
《금석하석》(중국어: 今夕何夕, 병음: Jīn xī hé xī 진시허시[*], 영어: Twisted Fate of Love)은 2020년 방송되었던 중국의 드라마이다.

## 줄거리
- 7년간 지속된 전쟁, 도탄에 빠진 나라. 여장군 문심은 반란군의 화살이 날아오던 그때 시간을 거슬러 8년 전으로 돌아가게 된다. 눈을 뜬 문심은 기억을 잃은 채 풍석을 만나게 되고, 그녀에게 이끌린 풍석은 '동월'이라는 이름을 지어준다. 시간이 지나 동월의 기억이 돌아오고, 풍석이 전쟁을 일으킨 정원후와 손잡은 간신이라는 사실을 기억해 낸다. 하지만 두 사람은 자꾸 얽히게 되고, 서로를 향한 마음이 싹트는데.

## 등장 인물
- 쑨이 - 동월 역
- 김한 - 풍석 역
- 탄젠츠 - 심황자 역
- 뤄추윈 (罗秋韵) - 자연 역
- 위청언 (余承恩) - 도락 역
- 장지견 (张志坚) - 육원동 역
- 해령 (Karina) - 이어유 역
- 왕쉬동 (王旭东) - 노천 역